# 归班
归班，中国古代科举考试用语。

## 历史
按照清朝的科举制度，殿试后进行朝考，朝考是清代创制的一种考试制度，雍正元年（1727年）始行。各省举人在會試、殿试中式之後，一甲三名賜進士及第，直接授予翰林院職位，二、三甲的進士在賜出身之後，復於保和殿試論、奏議、詩、賦各一篇，隨後綜合朝考成績和殿試名次授予官職，最優者選為翰林院庶吉士，餘者分別授六部主事、內閣中書、知縣等。其中，授以知县职位的分为立即任用和知县候选。知县候选不分省，称为“归班”。
新进士中原有京外官希望申请归班的，必须在殿试后呈送申请，参加朝考后不得再提出申请。